# Xabier Guruzeta Aizpún
Xabier Guruzeta Aizpún (Eibar, 15 de maig de 1970) és un exfutbolista basc, que ocupava la posició de defensa central.

## Trajectòria
Sorgit del planter de la Reial Societat, Guruzeta va debutar amb el primer equip a la campanya 90/91, tot disputant tres partits. Va romandre fins al 1995 a l'equip donostiarra, sent suplent en tots aquests anys: en cinc temporades, va jugar 59 partits i va marcar un gol.
En busca de minuts, la temporada 95/96 marxa al Deportivo Alavés, on tampoc assoleix la titularitat. A l'any següent recala en un altre equip de Segona, el CD Ourense. A Galícia es fa amb un lloc en l'onze titular, disputant 72 partits en les dues temporades que hi va romandre. L'estiu de 1998 retorna al País basc per jugar amb la SD Eibar, encara que la seua aportació seria testimonial. Al final d'eixa campanya, Guruzeta va penjar les botes.